# Leo Penn
Leo Z. Penn (Lawrence, 27 agosto 1921 – Los Angeles, 5 settembre 1998) è stato un attore e regista statunitense.

## Biografia
Nacque nel Massachusetts, figlio di Elizabeth Melincoff, di origini russo-ebraiche, e Maurice Daniel Penn. Aveva origini spagnole da parte paterna, più precisamente sefardite, infatti il reale cognome del padre era Piñón. Penn prestò servizio come ufficiale e bombardiere presso la United States Army Air Forces durante la seconda guerra mondiale.
Debuttò come attore nel 1946 con un piccolo ruolo nel film I migliori anni della nostra vita di William Wyler. Negli anni seguenti lavorò prevalentemente in campo televisivo, anche come regista, dirigendo episodi di serie tv come Bonanza, Colombo, La casa nella prateria, Magnum, P.I., Matlock e molte altre. Nel 1988 diresse il film Berlino - Opzione zero.

## Vita privata
Fu sposato con l'attrice Olive Deering, da cui divorziò nel 1952. Nel 1957 sposò l'attrice Eileen Ryan, dalla quale ebbe tre figli, gli attori Chris e Sean Penn e il cantante e compositore Michael Penn. Penn morì nel 1998, all'età di 77 anni, di cancro. 
È sepolto al Holy Cross Cemetery di Culver City.

## Filmografia parziale

### Attore
- Le inchieste di Boston Blackie (Boston Blackie) – serie TV, episodio 2x12 (1953)
- Crossroads – serie TV, episodio 2x03 (1956)
- Navy Log – serie TV, episodio 3x11 (1957)
- This Man Dawson – serie TV, episodi 1x24-1x25 (1960)
- Scacco matto (Checkmate) – serie TV, episodio 2x02 (1961)
- Ripcord – serie TV, episodio 1x08 (1961)
- I detectives (The Detectives) – serie TV, episodio 3x09 (1961)
- Ben Casey – serie TV, 7 episodi (1962-1963)
- Le spie (I Spy) – serie TV, episodio 2x21 (1967)
- Bonanza – serie TV
- Colombo – serie TV
- La casa nella prateria – serie TV
- Magnum, P.I. – serie TV
- Due come noi (Jake and the Fatman) – serie TV
- Storie incredibili (Amazing Stories) – serie TV, episodio 1x23 (1986)

### Regista e sceneggiatore
- Star Trek (Star Trek) – serie TV, episodio 1x05 (1966)
- Concrete Cowboys – serie TV, 2 episodi (1981)
- Colombo (Columbo) – serie TV, episodi 3x02-7x05-8x01 (1974-1989)
- Berlino - Opzione zero (Judgment in Berlin) (1988)